# Scoutismo Ticino
Scoutismo Ticino è un'associazione scout ticinese nata nel 2007 dalla fusione di AEEC (Associazione Esploratrici ed Esploratori Cattolici) e AGET (Associazione Giovani Esploratori Ticinesi), che raggruppa tutte le sezioni del canton Ticino e del Moesano.

## Storia
Dopo che il 6 maggio 2007, durante le assemblee annuali dell'AEEC ed dell'AGET è stato deciso di accettare il "Progetto Scoutismo Ticino", progetto richiesto dalle stesse assemblee tre anni prima, l'11 novembre 2007 durante le assemblee straordinarie appositamente convocate i delegati hanno deciso di sciogliere le due associazioni e con queste il patto che stava alla base della "Federazione Scout Ticinesi" e di costituire la nuova associazione cantonale "Scoutismo Ticino".

## Struttura
| Suddivisione in branche  | Suddivisione in branche | Suddivisione in branche | Suddivisione in branche |
| Nome branca              | Fascia d'età            |                         |                         |
| ------------------------ | ----------------------- | ----------------------- | ----------------------- |
| Lupette/Lupetti          | 8-11                    |                         |                         |
| Esploratrici/Esploratori | 11-15                   |                         |                         |
| Pioniere/Pionieri        | 15-18                   |                         |                         |
| Rover                    | 18+                     |                         |                         |
|                          |                         |                         |                         |

Scoutismo Ticino raggruppa tutte le sezioni scout ticinesi e un'associazione di lingua italiana del Canton Grigioni, Gli Scout del Moesano Roveredo.
Scoutismo Ticino fa parte del Movimento Scout Svizzero e come essa è organizzata in 4 branche:
1. Branca Lupette/lupetti: comprende bambini tra gli 8 e gli 11 anni.
2. Branca Esploratrici/esploratori: comprende bambini/e e ragazzi/e tra gli 11 e gli 16 anni.
3. Branca Pioniere/pionieri: giovani tra 16 e 18 anni.
4. Branca Rover: adulti/e a partire dai 18 anni, che sono attivi/e sia come rover sia come animatori/trici.

Negli ultimi anni, alcune sezioni ticinesi hanno aperto la branca Castore/i che comprende bambini/e dalla prima alla seconda elementare (6-8 anni). A seconda della sezione, c'è chi accoglie bambine e bambini anche a partire dall'ultimo anno della scuola dell'infanzia (5 anni).